# مناره بازار گسکر
مناره بازار گسکر مربوط به دوره صفوی است و در شهرستان صومعه‌سرا، روستای مناره بازار واقع شده و این اثر در تاریخ ۲۵ اسفند ۱۳۷۸ با شمارهٔ ثبت ۲۶۸۱ به‌عنوان یکی از آثار ملی ایران به ثبت رسیده است.
مناره گسکر در سر راه جاده قدیمی معروف به شاه عباسی است. ارتفاع این مناره ۳۰ متر بوده است که ۱۸ متر آن بر اثر عوامل جوی و زلزله ۱۳۶۹ تخریب شده است.